# Deadpool (soundtrack)
Deadpool van Tom Holkenborg aka Junkie XL is de originele soundtrack van de film met dezelfde naam. Het album werd gelijktijdig met de film op 12 februari 2016 uitgebracht door Milan Records.
Het album bevat de originele filmmuziek die gecomponeerd en geproduceerd is door Tom Holkenborg alias Junkie XL en bestaat voornamelijk uit elektronische muziek. Op het album zijn verder ook zes nummers van andere artiesten toegevoegd die ook deel uitmaken voor de film. Het nummer "Maximum Effort" werd al op 20 januari 2016 vrijgegeven door SoundCloud. In het nummer wordt ook een sample van Beat It gesuggereerd. In een interview voor de krant noemde Holkenborg met het maken van de soundtrack Deadpool een van zijn moeilijkste klussen uit zijn carrière.

## Nummers
1. "Angel of the Morning" - Juice Newton (4:12)
2. "Maximum Effort" (2:08)
3. "Small Disruption" (1:12)
4. "Shoop" - Salt-n-Pepa (4:08)
5. "Twelve Bullets" (2:50)
6. "Man in a Red Suite" (2:20)
7. "Liam Neeson Nightmares" (1:56)
8. "Calendar Girl" - Neil Sedaka (2:37)
9. "The Punch Bowl" (5:55)
10. "Back to Life" (2:12)
11. "Every Time I See Her" (0:54)
12. "Deadpool Rap" - Teamheadkick (3:25)
13. "Easy Angel" (2:31)
14. "Scrap Yard" (1:02)
15. "This Place Looks Sanitary" (6:50)
16. "Watership Down" (4:10)
17. "X Gon' Give It to Ya" - DMX (3:37)
18. "Going Commando" (3:45)
19. "Let's Try to Kill Each Other" (1:00)
20. "Stupider When You Say It" (2:24)
21. "Four or Five Moments" (0:54)
22. "A Face I Would Sit On"
23. "Careless Whisper" - George Michael

## Hitnoteringen
| Hitlijst                                | Binnenkomst | Hoogste positie | Aantal weken |
| --------------------------------------- | ----------- | --------------- | ------------ |
| Amerikaanse albums (Billboard 200)      | 05-03-2016  | 30              | 4            |
| Australische albums (ARIA Charts)       | 28-02- 2016 | 18              | 3            |
| Britse albums (UK Albums Chart)         | 15-02-2016  | 56              | 1            |
| Canadese albums (Canadian Albums Chart) | 05-03-2016  | 48              | 1            |
| Franse albums (Lescharts)               | 27-02-2016  | 116             | 2            |
| Oostenrijkse albums (Austriancharts)    | 11-03-2016  | 66              | 1            |
| Vlaamse albums (Ultratop 200 Albums)    | 20-02-2016  | 123             | 5            |
| Waalse albums (Ultratop 200 Albums)     | 20-02-2016  | 115             | 4            |
| Zwitserse albums (Schweizer Hitparade)  | 28-02-2016  | 97              | 1            |